# FK Otrant-Olympic
FK / KF Otrant-Olympic is een Montenegrijnse voetbalclub uit Ulcinj.
De club werd in 1921 opgericht als Olcinium. Ten tijde van Joegoslavië was de naam Bjelogorac. In 1983 werd de naam Otrant aangenomen. In 2006 nam de club een seizoen niet deel aan de competitie en kreeg daarna een doorstart. Ook tussen 2013 en 2015 werd niet gespeeld en sindsdien wordt na een nieuwe doorstart als Otrant-Olympic gespeeld. De club begon toen op het derde niveau en promoveerde in het eerste seizoen direct naar de Druga Crnogorska Liga. In 2020 degradeerde Otrant-Olympic maar promoveerde twee jaar later terug naar het tweede niveau. In het seizoen 2023/24 werd Otrant-Olympic tweede en promoveerde na play-offwedstrijden tegen OFK Mladost Donja Gorica voor het eerste naar het hoogste niveau. In de Prva Crnogorska Liga werd Otrant-Olympic in het seizoen 2024/25 tiende en laatste waardoor de club direct weer degradeerde.
Arsenal Tivat ·
Bokelj ·
Budućnost · 
Dečić ·
Jedinstvo Bijelo Polje ·
Jezero · 
Mornar ·
Otrant-Olympic ·
Petrovac · 
Sutjeska Nikšić ·